# Girolamo Schiavon
Girolamo Schiavon (Treviso, 1751 – Treviso, 1821) è stato un compositore e organista italiano.

## Biografia
Nacque a Treviso nel sobborgo di Santa Maria del Rovere, e fu allievo di Medoro Coghetto, direttore del coro della cattedrale. Schiavon, appena ventenne, fu nominato organista della cattedrale trevigiana subentrando a Liberale Marcuzzi e mantenendo l'incarico per cinquant'anni. Conobbe pertanto il vecchio strumento risalente al XV secolo, e poté inaugurare quello di 12 piedi armonici e 20 registri costruito da Gaetano Callido nel 1773. Fu compositore fecondo e fornì musiche ai numerosi conventi della marca trevigiana. Fu anche un prezioso insegnante di organo e di composizione formò allievi come Niccolò Moretti e Bortolo Bozzo, quest'ultimo divenuto poi maestro nel celebre conservatorio veneziano dell'Ospedaletto.
Fu un uomo mite, umile e molto stimato dai suoi contemporanei. La sua notorietà è comprovata dal cordoglio che destò la sua morte (fu chiamato a succedergli da Castelfranco Veneto Giuseppe Fontebasso), tanto che nel trigesimo anniversario il corpo cittadino di professori di musica, canto e suono volle rinnovargli solenni esequie.
Come per altri compositori trevigiani suoi coevi si lamenta la scomparsa della produzione presso la Capitolare, che supera i duecento titoli. Assumono quindi pregnanza documentaria le partiture ritrovate dal musicologo Giuliano Simionato e i suoi scritti sull'autore trevigiano, nonché le incisioni di organisti come Amedeo Aroma e Giovanni Feltrin, attuale organista della cattedrale di Treviso.